# Nyíri Sándor
Nyíri Sándor (Székely, 1854. november 17. – Bécs, 1911. május 5.) honvéd altábornagy, 1903–1905 között a Magyar Királyság honvédelmi minisztere.

## Életpályája
Katonai szolgálatát 1874-ben kezdte. 1878-ban részt vett Bosznia-Hercegovina okkupációjában. 1881–1887 között a vezérkarnál, 1891-től a közös hadügyminisztérium elnöki osztályán szolgált. 1896-tól a debreceni honvédezred, 1899-től a Ludovika Akadémia parancsnoka, 1903. november 3-ától 1905. június 18-áig pedig vezérőrnagyként honvédelmi miniszter volt Tisza István első kormányában. Az 1905-ös választásokon országgyűlési képviselő lett a Szabadelvű Párt színeiben.
1906. február 19-én, mint a fehérvári honvédkerület parancsnoka teljhatalmú királyi biztosként Fabritius Győző honvéd ezredes által az 1905–1906-os magyarországi belpolitikai válság mintegy záró aktusaként karhatalommal feloszlatta a magyar országgyűlést. Később a bécsi 25. gyaloghadosztály parancsnoka, 1910-től a magyar királyi testőrség testőrfőhadnagya és házparancsnoka lett, utóbbi tisztségét haláláig betöltötte.